# 東山義久
東山 義久（ひがしやま よしひさ、1976年3月21日 - ）は、日本の歌手、俳優であり、グループDIAMOND☆DOGSのリーダーである。
血液型はA型。身長172cm、体重62kg。大阪府大阪市出身。弟は歌手のMITSUAKI。

## 来歴
- 1998年ミュージカル「Shocking Shopping」で初舞台。以後、舞台を中心にTV・CM・映画等に出演。
- 2003年DIAMOND☆DOGSを結成。
- 2013年Entertainment Dance Performance Show『BOLERO』を立ち上げ。

## 出演

### ミュージカル・舞台
「DIAMOND☆DOGS」全シリーズ(『SAMBA NIGHT 2022』は除く※2022/5/25 アフタートークのみ出演)

- Shocking Shopping（1998年）
- BROKEN ANGEL（1998年、青山劇場他）
- CLUB LAVELA'98 〜SYMPATHIZE〜（1998年、渋谷公園通り劇場）
- エリザベート 制作：東宝（2000年・2001年、帝国劇場他） - トートダンサー
- シンデレラ・ストーリー 制作：東宝（2003年、青山劇場） - チュウ1 役
- DECADANCE（2003年、アートスフィア）
- Rhapsody in Dream（2003年、博品館劇場）
- シェルブールの雨傘（2003年、東京グローブ座他） - ポストマン 役
- 夏の夜のロミオとジュリエット（2005年・2008年、天王洲 銀河劇場）
- CLUB SEVEN 2nd stage!（2004年、品川プリンス クラブex）
- レ・ミゼラブル 制作：東宝（2005年 - 2009年、帝国劇場他） - アンジョルラス 役
- メモリーズ（2007年、シアターアプル） - 星野功一郎 役
- ミュージカル「阿国」（2007年、新橋演舞場他） - 一蔵 役
- DANCE SYMPHONY 2007（2007年、天王洲 銀河劇場）
- CLUB SEVEN 5th stage!（2008年、品川プリンス アクアスタジアム）
- D 〜永遠という名の神話（2009年、博品館劇場） - ジェームズ・ディーン 役
- オフブロードウェイミュージカル ALTAR BOYZ 制作：ニッポン放送（2009年、新宿FACE他） - マシュー 役
- 三ツ星キッチン MUSICAL「リストランテ」（2009年、シアターサンモール）
- 「ダンス・シンフォニー」2010－LOVE－（2010年、東京芸術劇場）
- 戯伝写楽（2010年、青山劇場他） - 与七 役
- オフブロードウェイミュージカル ALTAR BOYZ 制作：ニッポン放送（2010年、新宿FACE他） - マシュー 役
- 舞台 銀河英雄伝説 第一章 銀河帝国編（2011年、青山劇場） - オスカー・フォン・ロイエンタール 役
- 舞台 銀河英雄伝説 外伝 ミッターマイヤー・ロイエンタール編（2011年、サンシャイン劇場） - オスカー・フォン・ロイエンタール 役
- CLUB SEVEN 7th stage!（2011年、シアタークリエ他）
- 眠れぬ雪獅子（2011年、世田谷パブリックシアター他） 制作：TSミュージカルファンデーション - テンジン 役
- オフブロードウェイミュージカル ALTAR BOYZ 制作：ニッポン放送（2012年、新宿FACE他） - マシュー 役
- ニジンスキー〜神に愛された孤高の天才バレエダンサー〜（2012年、天王洲 銀河劇場） - ヴァーツラフ・ニジンスキー 役
- 「ダンス・シンフォニー」2013－Beautiful－（2013年、東京芸術劇場他）
- アトリエ・ダンカンプロデュース Musical Songs Concert SUPER DUETS（2013年、東急シアターオーブ他）
- ブロードウェイ・ミュージカルライブ 2013（2013年、東京国際フォーラムホールC）
- Entertainment Dance Performance Show『BOLERO』（2013年、天王洲 銀河劇場）
- ちぬの誓い 制作：TSミュージカルファンデーション（2014年、東京芸術劇場プレイハウス他） - 不動丸 役
- ニジンスキー〜神に愛された孤高の天才バレエダンサー〜（2014年、天王洲 銀河劇場） - ヴァーツラフ・ニジンスキー 役
- Dramatic・super・dance・theater「サロメ」（2014年、シアター1010） - サロメ 役
- オフブロードウェイミュージカル ALTAR BOYZ 制作：ニッポン放送（2014年11月24日 - 12月8日 新宿FACE他） - マシュー 役
- CLUB SEVEN 10th stage!（2015年、シアタークリエ他）
- オフブロードウェイミュージカル ALTAR BOYZ 制作：ニッポン放送（2017年2月6日 - 18日、新宿FACE他） - マシュー 役
- CLUB SEVEN ZERO（2017年6月8日 - 22日、シアタークリエ他）
- Japanese Musical「戯伝写楽 2018」（2018年1月23日 - 28日、東京芸術劇場プレイハウス他） - 与七 役
- 恋する♡ヴァンパイア（2018年3月 - 4月、天王洲 銀河劇場他） - デレック 役[3]
- ドリアン・グレイの肖像（2018年9月21日 - 30日・博品館劇場 / 10月10日 - 11日、梅田芸術劇場 シアター・ドラマシティ）[4]
- 「ONESTEP2018 清盛の夢」（2018年12月16日、淡路市立しづかホール）
- ミュージカル『イヴ・サンローラン』（2019年2月15日 - 3月3日、よみうり大手町ホール / 3月26日、兵庫県立芸術文化センター） - イヴ・サンローラン 役
- CLUB SEVEN ZERO II（2019年6月15日 - 6月30日、シアタークリエ他）
- ELF The Musical（2019年12月6日 - 15日、品川ステラボール / 12月21日 - 22日、森ノ宮ピロティホール）- マネージャー 役
- ミス・サイゴン（2020年5月19日 - 6月28日、帝国劇場） - エンジニア 役[5] - 公演中止
- 『ヒプノシスマイク-Division Rap Battle-』Rule the Stage -track.3-（2020年10月2日 - 11日、Tokyo Dome City Hall） - 天谷奴零 役
- ミュージカル『イフ/ゼン』（2021年1月8日- 2月1日、シアタークリエ他）- 公演中止
- CLUB SEVEN ZERO III（2021年6月6日 - 25日、シアタークリエ他）
- オフブロードウェイミュージカル ALTAR BOYZ 制作：ニッポン放送（2021年4月9日 - 30日、新宿FACE他） - マシュー 役
- ミュージカル『The View Upstairs-君と見た、あの日-』（2022年2月1日 - 13日、日本青年館ホール） - デール 役[6][7]
- ミュージカル『ミス・サイゴン』（2022年7月 - 11月、帝国劇場他） - エンジニア 役
- CLUB SEVEN 20th Anniversary（2023年2月 - 3月、シアタークリエ他）
- ミュージカル『アルジャーノンに花束を』（2023年4月27日 - 5月7日、日本青年館ホール / 5月13日 - 14日、COOL JAPAN PARK OSAKA WWホール） - ストラウス博士 役 他
- ミュージカル『天翔ける風に』（2023年9月29日 - 10月9日、東京芸術劇場　プレイハウス / 10月13日 - 15日、兵庫県立芸術文化センター　阪急中ホール / 10月19日 - 22日、穂の国とよはし芸術劇場PLAT 主ホール） - 溜水石右衛門 役[8]
- BREAK FREE STARS （2023年10月23日 - 11月5日、IHIステージアラウンド東京）[9]（映像出演）
- フレンチロックミュージカル『赤と黒』(2023年12月8日 - 27日、東京芸術劇場　プレイハウス / 2024年1月3日（水）～1月9日（火）梅田芸術劇場シアター・ドラマシティ） -  ジェロニモ役
- ミュージカル『ジョジョの奇妙な冒険 ファントムブラッド』（2024年2月12日 - 28日、帝国劇場 / 3月26日 - 30日、札幌文化芸術劇場 hitaru / 4月9日 - 14日、兵庫県立芸術文化センター KOBELCO 大ホール） - ウィル・Ａ・ツェペリ 役（廣瀬友祐とダブルキャスト）[10][11]
- ENTERTAINMENT DANCE PERFORMANCE『BOLERO -最終章-』（2024年7月18日 - 25日、有楽町よみうりホール / 7月30日 - 31日、SkyシアターMBS）[12][13]
- CLUB SEVEN another place（2024年9月22日 - 23日、シアター1010 / 9月28日 - 10月13日、有楽町よみうりホール）[14]
- GRAVITY on STAGE（2024年11月4日、TACHIKAWA STAGE GARDEN） - アツサイ 役[15]
- マーダーミステリーシアター『殺意の代償』（2025年3月16日、品川プリンスホテル クラブeX）[16]
- reading live Story of Aesops（2025年4月18日・19日、天王洲アイルKIWA）[17]

### ストレートプレイ
- しあわせのつぼ 制作：東宝（2006年 ル・テアトル銀座）
- 王様とおばさん 制作：東宝（2008年 ル・テアトル銀座他）
- 宝塚BOYS 制作：東宝（2009年 シアタークリエ他）- 星野丈治役
- エジソン最後の発明 制作：キューブ・ニッポン放送（2017年 シアタートラム他）- 仲木戸智役
- 宝塚BOYS 制作：キューブ（2018年 東京芸術劇場プレイハウス）- 星野丈治役

### ライブ 、その他ステージ
DIAMOND☆DOGSでのライブについてはDIAMOND☆DOGSのLIVE・イベントを参照のこと
- 笹本玲奈 10th Anniversary Show Jewel（2008年 天王洲 銀河劇場）
- 姿月あさとコンサートRe・fine（2009年 恵比寿ガーデンプレイス ザ・ガーデンルーム）
- 姿月あさとスーパーコンサートRe・fine VOL2（2013年 恵比寿ガーデンプレイス ザ・ガーデンルーム）
- 水夏希 Attractive Concert 2014 『蜃気楼〜mirage〜』（2014年 赤坂ACTシアター）- ゲスト出演
- VOCE CONCERTO「GALAXY DREAM」(2016年7月18日-19日・赤坂BLIZ）
- 川井郁子 Passion in EX 〜with 東山義久〜 (2017年8月4日・club eX)
- 姿月あさとソロコンサート2019（2019年10月20日・ヒューリックホール東京）
- 川井郁子の世界 音がたりVol.5 『「桜」～散りぬべき時 知りてこそ～』(2019年11月6日・三越劇場）
- The wonder「MIYA COLLECTION」（2020年2月29日・東京国際フォーラム ホール C）- 公演中止
- 姿月あさとソロコンサート2020（2020年10月17日・ヒューリックホール東京）
- The wonder「MIYA COLLECTION」（2021年2月19日・梅田芸術劇場メインホール、2月28日・日本青年館ホール）
- 『ヒプノシスマイク-Division Rap Battle-』Rule the Stage -Battle of Pride-（2021年8月14日・15日、大阪公演 / 8月24日・25日、神奈川公演）- 天谷奴零 役[18]
- 凰稀かなめBirthday Live『Kaname Beans ～３豆～』(2021年9月26日・Blue Note Tokyo)
- 姿月あさとソロコンサート2021（2021年10月16日・ヒューリックホール東京）
- MITSUAKI ソロLIVE tour『蜜会 〜Birthday version 2022〜』（2022年5月22日）
- 姿月あさと35th Anniversary Festival -リサイタル- (2022年11月23日・日本橋三井ホール)
- チョ・サンウン ファースト コンサート　(2022年11月26日・北とぴあ つつじホール)
- Musical Lovers 2023 (2023年7月30日・全電通労働会館  全電通ホール)
- Joyous & Shiny time ～for JS’s live [2nd.show] （2023年11月18日・COTTON CLUB）
- 東山義久× 東山光明「2024年新春スペシャルパーティーin 大阪」（ 2024年1月5日・ 京橋BERONICA）
- 東山義久　芸能25周年＆バースデー記念ライブ『Sparkling Ying ～25th Anniversary～』（ 2024年3月20日・ COTTON CLUB ）[19]
- 東山義久× 東山光明　Dramatic LIVE『Emera』（ 2024年5月19日・天王洲アイルKIWA  ）

### ショー・イベント
- 東京會舘 ミュージカルサロン 坂元健児VS東山義久（2005年）
- 東京會舘 ミュージカルサロン 東山義久VS樹里咲穂（2006年）
- 東京會舘 ミュージカルサロン Vol.18 岡幸二郎＆東山義久（2009年）
- 東京會舘 ミュージカルサロン Vol.25 東山義久＆中河内雅貴（2010年）
- 東京會舘 トークサロン 吉野圭吾＆東山義久（2011年）
- 東京會舘 トークサロン 一路真輝＆東山義久（2011年）
- NIROOM vol.3 (2011年）
- 東京會館創業90周年記念 ミュージカルサロン 東山義久＆中河内雅貴（2012年）
- Kazunori Tamano presents Super Collaborate Show “One Night Dream” (2017年11月11日・国際フォーラム ホールC)
- 東山義久 芸能20周年記念コンサート遥かなる空へー My Dream (2018年12月21-22日・草月ホール）
- MEIJIZA presents Special Musical Concert『Summer Night's Dream』(2019年8月27日-28日・明治座)
- 上村由紀子 talks with 東山義久 (2020年1月24日・東京国立近代美術館 地下講堂)[20]
- 「ALTAR BOYZ 2021 LEGEND」直前SP公開放送（2021年4月4日・imagine studio）[21]
- 玉野和紀の『舞台の美味しいお話をしまShow』(2022年5月3日・帝国ホテル)
- CLUB SEVEN 20th ANNIVERSARY PARTY（2023年3月21日・帝国ホテル）
- CLUB SEVEN another place II（2025年10月4日 - 14日〈予定〉、有楽町よみうりホール / 10月24日・25日〈予定〉、サンケイホールブリーゼ）[22]

### オンライン配信ライブ等
- MITSUAKI ソロ ONLINE LIVE『蜜会 〜Birthday version〜 』（2021年5月22日）
- 東山義久 Streaming Live『Ying -ワイン-』vol.1 (2021年12月27日)[23]
- 東山義久 Streaming Live『Ying -ワイン-』Bouteille.2 (2022年4月21日)
- 東山義久 Streaming Live『Ying -ワイン-』Bouteille.3 (2022年10月3日)
- トークシリーズ『伊礼彼方の部屋』Vol.9 (2022年11月27日)
- 東山義久 Streaming Live 『Sparkling Ying -スパークリングワイン-』 Glass.1 (2023年8月5日)

### テレビ
- 題名のない音楽会（2018年2月10日・テレビ朝日）[24]
- オダイバ！！超次元音楽祭～Z世代のスター大集合SP～」（2021年8月15日・フジテレビ）[25]

### ラジオ
- 『浦井健治のDressing Room』（2023年1月2日・ニッポン放送）[26]
- 『ラジオ深夜便』（2023年6月28日・NHKラジオ第一・FM）

### 雑誌
- CHEER Vol.12 (2021年8月・宝島社)
- DANCE MAGAZINE（2022年7月号・新書館）

## CD
DIAMOND☆DOGSのCDを参照のこと